# Drumár János
Drumár János (írói álneve: Tycho) (Arad, 1866. augusztus 4. – Debrecen, 1922. január 20.) magyar író és zenetörténész.

## Életpályája
A budapesti Nemzeti Zenedében tanult. Mivel mindkét keze megsérült, az aktív muzsikálással fel kellett hagynia, s csak zeneelmélettel foglalkozott. 1885-től az Államvasutaknál dolgozott, ahol főfelügyelő lett. Hosszú ideig Debrecenben szolgált. 1900–1910 között a debreceni városi zeneiskola tanára volt. Debrecenbe visszatérve 1912-től ismét tanított. Életének 56. évében, 1922-ben hunyt el.
Számos cikket, tanulmányt írt a különböző szaklapokba. Írt regényeket és elbeszéléseket is.

## Családja
Szülei: Drumár János (1836–1883) és Csorba Alojzia/Lujza (1834–1899) voltak. 1888. szeptember 1-én, Budapesten házasságot kötött Ottlik Máriával (1866–?). Egy lányuk született: Izabella.

## Művei
- Adalékok a hellének vallásához. (Nagykanizsa, 1900)
- Zenetörténet: zeneiskolák, magántanítás s a művelt közönség használatára (I–II. Debrecen, 1904–1907)
- Modern Odysseia, melyben ékes szavakkal íródik meg ... szerzőnek izgalmakkal ... teli utazása egy ... új földrész felé (regény, Debrecen, 1905)
- Miért dallamos a magyar nyelv (Rousseau: A beszéd keletkezése című művének magyar fordításához készült bevezetés, 1907)
- A debreceni zenede története (Debrecen, 1913)
- Sir Adamath titka. Fantasztikus regény. (Gyoma, 1914) – Geiger Richárd  rajzaival[7]
- Kassziopeia. Regény. (Gyoma, 1914) – Geiger Richárd  rajzaival[8]